# Mariä Heimsuchung (Burrweiler)
Eine Pfarrkirche Mariä Heimsuchung in Burrweiler wird erstmals 1279 erwähnt. Später befand sich die Ortsherrschaft im Besitz der Herren von Dahn. Die heutige Kirche wurde 1523 als Saalbau in spätgotischem Stil von Ritter Christoph von Dahn mit Hilfe der Äbtissin Odilia von Heilsbruck-Edenkoben und Unterstützung des Klosters Heilsbruck erbaut. Der gotische Chorturm ist vermutlich älteren Datums. In den Jahren 1866–67 wurde die Kirche zur jetzigen Größe erweitert – am Gemäuer sieht man von außen die alten und neuen Elemente. In Kriegswirren des 17. Jahrhunderts waren Kirche und Altäre entweiht worden; am 6. Juli 1723 nahm der damalige Speyerer Weihbischof die erneute Konsekration vor.
Die ist Kirche ist im Denkmalbuch der Südlichen Weinstraße eingetragen.

## Ausstattung
- Epitaphe mit Halbplastik der Johanna von Schönenburg, geb. von Balandon sowie des Reichhard von Schönenburg, Herr zum Geisberg.
- Grabplatten: Ludwig von Dahn († 15. September 1603), Reichhard von Schönenburg, Amtsmännin Maria Theresia George und deren Tochter Anna M. Th. Walter, geb. George, drei Epitaphe von Frauen aus dem Geschlecht von Than.
- Kruzifix aus Sandstein, spätbarock, bez. 1775; Kreuzstamm bez. 1804